# Neodohrniphora cognata
Neodohrniphora cognata är en tvåvingeart som beskrevs av Prado 1976. Neodohrniphora cognata ingår i släktet Neodohrniphora och familjen puckelflugor. Inga underarter finns listade i Catalogue of Life.